# Dobroda-patak
A Dobroda-patak a Karancs hegységben ered, Karancsberény településtől keletre, Nógrád vármegyében, mintegy 170 méteres tengerszint feletti magasságban. A patakot létrehozó összefolyástól kezdve nyugati irányban halad, majd délnyugatnak fordul Karancslapujtőnél, áthalad Karancskeszin, keletről elkerüli Egyházasgerge települést, majd Mihálygerge keleti szélén találkozva a településen keresztülfolyó Lom-patakkal majd onnan továbbfolyva Litke nyugati részénél éri el az Ipolyt.

## Mellékvízei
- Cinege-patak

## Part menti települések
- Karancsberény
- Karancslapujtő
- Karancskeszi
- Egyházasgerge
- Mihálygerge
- Litke